# Eulaira obscura
Eulaira obscura is een spinnensoort in de taxonomische indeling van de hangmatspinnen (Linyphiidae).
Het dier behoort tot het geslacht Eulaira. De wetenschappelijke naam van de soort werd voor het eerst geldig gepubliceerd in 1945 door Ralph Vary Chamberlin  & Wilton Ivie.